# Doktersroman
Een doktersroman is een romangenre dat zich afspeelt in medische sfeer, meestal in een ziekenhuis. De plot is meestal sterk schematisch en gericht op romantische en andere relationele ontwikkelingen tussen de hoofdpersonen. De doktersroman wordt ook gebruikt om meer algemeen sterk op verstrooiing gerichte literatuur met een vrouwelijk publiek aan te geven, vaak als verkleinwoord ("doktersromannetje") met een ondertoon van "lage cultuur".